# Nesticus tosa
Espèce
Nesticus tosa est une espèce d'araignées aranéomorphes de la famille des Nesticidae.

## Distribution
Cette espèce est endémique du Japon.

## Liste des sous-espèces
Selon World Spider Catalog (version 19.0, 21/02/2018) :
- Nesticus tosa iwaya Yaginuma, 1976
- Nesticus tosa niyodo Yaginuma, 1976
- Nesticus tosa tosa Yaginuma, 1976

## Publication originale
- Yaginuma, 1976 : Nesticid spiders (Araneae, Nesticidae) of Kôchi Prefecture, Shikoku, Japan. Journal of the Speleological Society of Japan, vol. 1, p. 16-27.